# Anua punctiquadrata
Anua punctiquadrata är en fjärilsart som beskrevs av Emilio Berio 1974. Anua punctiquadrata ingår i släktet Anua och familjen nattflyn. Inga underarter finns listade i Catalogue of Life.